# Nathalie Moellhausen
Nathalie Marie Moellhausen (Milán, 1 de diciembre de 1985) es una deportista italiana que compite en esgrima, especialista en la modalidad de espada. Desde el año 2014 compite bajo la bandera de Brasil.
Ganó cuatro medallas en el Campeonato Mundial de Esgrima entre los años 2009 y 2019, y tres medallas en el Campeonato Europeo de Esgrima entre los años 2007 y 2011.
En los Juegos Panamericanos obtuvo cuatro medallas, dos de bronce en 2015 (individual y por equipo), una de bronce en 2019 (individual) y una de oro en 2023 (por equipos). Además, consiguió seis medallas en el Campeonato Panamericano de Esgrima entre los años 2014 y 2019.
Participó en tres Juegos Olímpicos de Verano, entre los años 2012 y 2020, ocupando el sexto lugar en Río de Janeiro 2016, en la prueba individual, y el séptimo en Londres 2012, en el torneo por equipos.

## Palmarés internacional
| Representando a Italia  |                         |                   |                    |
| Campeonato Mundial      |                         |                   |                    |
| Año                     | Lugar                   | Medalla           | Prueba             |
| 2009                    | Antalya (Turquía)       | Medalla de oro    | Espada por equipos |
| 2010                    | París (Francia)         | Medalla de bronce | Espada individual  |
| 2011                    | Catania (Italia)        | Medalla de bronce | Espada por equipos |
| Campeonato Europeo      |                         |                   |                    |
| Año                     | Lugar                   | Medalla           | Prueba             |
| 2007                    | Gante (Bélgica)         | Medalla de oro    | Espada por equipos |
| 2010                    | Leipzig (Alemania)      | Medalla de plata  | Espada por equipos |
| 2011                    | Sheffield (Reino Unido) | Medalla de bronce | Espada individual  |
| Representando a Brasil  |                         |                   |                    |
| Campeonato Mundial      |                         |                   |                    |
| Año                     | Lugar                   | Medalla           | Prueba             |
| 2019                    | Budapest (Hungría)      | Medalla de oro    | Espada individual  |
| Juegos Panamericanos    |                         |                   |                    |
| Año                     | Lugar                   | Medalla           | Prueba             |
| 2015                    | Toronto (Canadá)        | Medalla de bronce | Espada individual  |
| 2015                    | Toronto (Canadá)        | Medalla de bronce | Espada por equipos |
| 2019                    | Lima (Perú)             | Medalla de bronce | Espada individual  |
| 2023                    | Santiago (Chile)        | Medalla de oro    | Espada por equipos |
| Campeonato Panamericano |                         |                   |                    |
| Año                     | Lugar                   | Medalla           | Prueba             |
| 2014                    | San José (Costa Rica)   | Medalla de bronce | Espada por equipos |
| 2015                    | Santiago (Chile)        | Medalla de oro    | Espada individual  |
| 2016                    | Panamá (Panamá)         | Medalla de bronce | Espada por equipos |
| 2017                    | Montreal (Canadá)       | Medalla de bronce | Espada individual  |
| 2019                    | Toronto (Canadá)        | Medalla de plata  | Espada por equipos |
| 2019                    | Toronto (Canadá)        | Medalla de bronce | Espada individual  |